# Francesco Petagna
Francesco Petagna (Taranto, 29 novembre 1923 – Trieste, 1º luglio 2000) è stato un allenatore di calcio e calciatore italiano, di ruolo centrocampista.

## Biografia
Suo nipote Andrea è anch'egli calciatore, di ruolo attaccante.

## Carriera

### Giocatore
Interno nato a Taranto ma triestino d'adozione, inizia a giocare in Serie C in una delle squadre della sua città, la S.S. Pietro Resta, prima dell'ultimo conflitto. Fermo per la pausa bellica, torna in campo nel 1945 (dopo aver disputato sempre con il Resta, nel frattempo rinominato U.S. Arsenale, il Torneo misto pugliese 1944-1945), sempre in Serie C e venendo promosso nel 1946 in Serie B. L'anno successivo l'Arsenale si fonde con il Taranto dando vita all'Arsenaltaranto.
Dopo tre stagioni in Serie B da titolare Petagna, che allora giocava all'attacco, ha la svolta della carriera in quanto di lui si interessa la Triestina, società con la quale gioca ben dieci campionati scendendo in campo 274 volte in gare di campionato (una in meno di Gino Colaussi), di cui 257 in Serie A, risultando il quinto calciatore alabardato di tutti i tempi per numero di presenze.
A Trieste ha come allenatori Nereo Rocco, Aldo Olivieri, Béla Guttman, Mario Perazzolo e Piero Pasinati. Gioca con Cesare Maldini, Guglielmo Trevisan, Gianfranco Petris, Giorgio Bernardin, Antonio Nuciari, Gianfranco Ganzer e molti altri campioni.
Petagna disputa la sua prima partita con la Triestina l'11 settembre 1949 contro il Novara e l'ultima il 12 ottobre 1958 a Trieste contro la Fiorentina accanto a Massei che sarà in futuro il suo pupillo quando inizierà ad allenare. In carriera ha disputato complessivamente 256 presenze e 12 reti in Serie A e 103 presenze e 26 reti in Serie B.

### Allenatore
Finita la carriera da calciatore Petagna inizia quella di allenatore. Inizia con le giovanili della Triestina per poi trasferirsi in Serie C, prima al Treviso dove però viene sostituito da Enrico Radio nel corso del campionato, poi al Barletta dove a sua volta sostituisce Manlio Bacigalupo senza però riuscire ad evitare la retrocessione dei pugliesi. In seguito, nel 1962, allena la Sambenedettese in Serie B e nella stagione 1963-1964 il Maglie in Serie D.  Nell'autunno del 1964, con la motivazione che Fabbri, allenatore della SPAL,  non ha il patentino, gli succede in Serie B alla guida dei ferraresi retrocessi. In realtà Paolo Mazza voleva sostituire il poco accomodante allenatore di San Pietro in Casale e questa mossa è la svolta per il trainer pugliese. La SPAL sarà per Petagna allenatore ciò che la Triestina è stata per lui da giocatore, ovvero una squadra simbolo.
Resta ad allenare la prima squadra a Ferrara ben cinque campionati consecutivi di cui tre in Serie A. Nessun allenatore, nell'era Mazza, rimarrà ininterrottamente per tanto tempo. In quegli anni è l'allenatore di Capello, Pasetti, Bigon, Stanzial, Bertuccioli, Innocenti, Cantagallo, De Bernardi, Moretti, Galli, Pezzato, Reja e tanti altri che vedranno la luce da calciatori proprio con lui. Ma Petagna riesce anche a rigenerare calciatori maturi come Bagnoli, Muzzio, Tomasin, Gianfranco Bozzao e Dell'Omodarme. È l'allenatore che più di ogni altro è in grado di convivere senza particolari problemi con Mazza, riportando i biancoazzurri, che avevano nel già menzionato Massei il loro indiscusso capitano, in Serie A.
Resta a Ferrara sino al 1969 quando, dopo altri tre anni di massima serie, i ferraresi precipitano di nuovo in B e veleggiano in acque cattive. Solo a quel punto Mazza esonera, a malincuore, Petagna e si riaffida prima a Serafino Montanari per tornare successivamente a Fabbri. Poi Petagna allena il Prato, la Triestina (che riporta in Serie C nel 1972) e la Sangiovannese sempre in C. Torna fugacemente a Ferrara nel 1975 chiamato da Mazza, che per l'occasione lo dipinge come il suo miglior allenatore assieme ad Antonio Janni nel corso di in un'intervista. In quel campionato di Serie B, però, il binomio felice non si ripete e Petagna viene allontanato ed in sua sostituzione arriva Umberto Pinardi. Allena successivamente la Sangiovannese e le giovanili del Taranto e cessa l'attività negli anni novanta.

## Palmarès

### Club
- Serie B: 1

Triestina: 1957-1958

### Allenatore

#### Competizioni nazionali
- Serie D: 1

Sangiovannese: 1973-1974

#### Competizioni internazionali
- Coppa dell'Amicizia: 1

S.P.A.L.: 1968